# Ferocactus tiburonensis
Ferocactus tiburonensis ist eine Pflanzenart aus der Gattung Ferocactus in der Familie der Kakteengewächse (Cactaceae). Das Artepitheton tiburonensis verweist auf das Vorkommen der Art auf der Isla Tiburón.

## Beschreibung
Ferocactus tiburonensis wächst einzeln mit kugelförmigen bis kurz zylindrischen Trieben und erreicht bei Durchmessern von 35 Zentimetern Wuchshöhen von bis zu 1 Meter. Es sind etwa 21 hohe, etwas gehöckerte Rippen vorhanden. Die auffallend geriffelten Dornen lassen sich nur schwer in Mittel- und Randdornen unterscheiden. Die vier über Kreuz angeordneten, geraden oder verdrehten Mitteldornen sind bis zu 9 Zentimeter lang. Der unterste von ihnen ist gelegentlich abgeflacht. Die pfriemlichen, nicht borstenartigen Randdornen ähneln von ihrer Gestalt den Mitteldornen.
Die trichterförmigen, gelben Blüten erreichen eine Länge von bis zu 6 Zentimeter und weisen Durchmesser von 5 Zentimeter auf. Die 2 bis 4 Zentimeter langen, kugelförmigen Früchte sind gelb und fleischig.

## Verbreitung, Systematik und Gefährdung
Ferocactus tiburonensis ist auf der zum mexikanischen Bundesstaat Sonora gehörenden Insel Tiburón verbreitet.
Die Erstbeschreibung als Ferocactus wislizeni var. tiburonensis erfolgte 1955 durch George Edmund Lindsay. Curt Backeberg erhob die Art 1961 in den Artrang. Weitere nomenklatorische Synonyme sind Echinocactus wislizeni subsp. tiburonensis (G.E.Linds.) Felger (1970) und Ferocactus wislizeni subsp. tiburonensis (G.E.Linds.) Pilbeam & Bowdery (2005).
In der Roten Liste gefährdeter Arten der IUCN wird die Art als „Vulnerable (VU)“, d. h. als gefährdet geführt.

## Nachweise